# Нагаш
Нагаш (на английски: Nagash, също Lex Icon, Лекс Айкън, рождено име на норвежки Stian Andrè Hinderson, Стиан Андре Хиндерсон, роден на 7 май 1978) е артистичен псевдоним на норвежкия музикант и текстописец, който се занимава в областта на блек метъл музиката. Свири на китара, бас, барабани и клавир.
Започва да пише музика през 1992 г. за проект, наречен Troll, в който участва заедно с музикантите Fafnir и Glaurung. Двамата скоро напускат групата, но Нагаш продължава Troll като солов проект, където свири на китара и клавир.
През 1993 г. основава групата Covenant. След два издадени албума, обаче, се налага да променят името на групата на The Kovenant, тъй като вече има шведска група с името Covenant.
През 1996 г. става басист на Диму Боргир и участва в два албума. През 1999 г. напуска групата, за да се концентрира върху дейността си с The Kovenant. По това време променя сценичния си псевдоним на Lex Icon.
През 2004 основава заедно с Шаграт (Shagrath) хевиметъл групата Chrome Division. В тази група Lex Icon свири на барабани.
Уволнен е от групата и работи върху следващия албум на The Kovenant.
От началото на 2008 г. набира музиканти, за да поднови дейността си с Troll и започва работа по нов албум.
|  | Тази страница частично или изцяло представлява превод на страницата Stian Hinderson в Уикипедия на английски. Оригиналният текст, както и този превод, са защитени от Лиценза „Криейтив Комънс – Признание – Споделяне на споделеното“, а за съдържание, създадено преди юни 2009 година – от Лиценза за свободна документация на ГНУ. Прегледайте историята на редакциите на оригиналната страница, както и на преводната страница, за да видите списъка на съавторите. ВАЖНО: Този шаблон се отнася единствено до авторските права върху съдържанието на статията. Добавянето му не отменя изискването да се посочват конкретни източници на твърденията, които да бъдат благонадеждни. |